# Atypophthalmus (Atypophthalmus) vinsoni
Atypophthalmus (Atypophthalmus) vinsoni is een tweevleugelige uit de familie steltmuggen (Limoniidae). De soort komt voor in het Afrotropisch gebied.